# 九份
九份（きゅうふん、ジョウフェン、チウフェン）は、台湾北部の港湾都市基隆市の近郊、新北市瑞芳区に位置する山あいの町である。

## 名称の由来
九份という地名の由来とされているものはいくつかある。
- 台湾語で一般的に、「九份」とは「開墾した土地の持分を9人で分けたもの」の意。
- 清朝初期には9世帯しかなく、物を買うときにいつも「9つ分」と言っていたことから。

台湾語ではカウフン (Káu-hūn)、あるいはカウフナ (Káu-hūn-á)、國語(中国語)ではジョウフェン、チウフェン（注音: ㄐㄧㄡˇ ㄈㄣˋ、拼音: Jiǔfèn）という。

## 歴史

### 金鉱の町
その昔、九份は台湾の一寒村に過ぎなかったが、19世紀末に金の採掘が開始されたことに伴い徐々に町が発展し、日本統治時代に藤田組によりその最盛期を迎えた。九份の街並みは、日本統治時代の面影を色濃くとどめており、路地や石段は当時に造られたものであり、酒家（料理店）などの建物が多数残されている。
しかし、第二次世界大戦後に金の採掘量が減り、1971年に金鉱が閉山されてから町は急速に衰退し、一時人々から忘れ去られた存在となっていた。

### 観光地化
1989年、それまでタブー視されてきた二・二八事件を正面から取り上げ、台湾で空前のヒットとなった映画『悲情城市』（侯孝賢監督）のロケ地となったことにより、再び脚光を浴びるようになる。映画を通じて、時間が止まったようなノスタルジックな風景に魅せられた若者を中心に多くの人々が訪れ、メディアにも取り上げられるなど、台湾では1990年代初頭に九份ブームが起こった。
ブームを受け、町おこしとして観光化に取り組んだ結果、現在では街路（基山街など）に「悲情城市」の名前を付けたレトロ調で洒落た喫茶店や茶藝館（ちゃげいかん）、みやげ物屋などが建ち並び、週末には台北などから訪れる多くの人々で賑わっている。また、世界の旅行ガイドブック（台北付近）にも多数紹介されており、今では台湾を代表する観光地のひとつとして定着している。
宮崎駿のアニメ映画『千と千尋の神隠し』のモデルになったという噂もあり、日本の観光客への知名度が高まったほかに台湾でも知られ、「神隠少女 湯婆婆的湯屋」の看板がモデルとされる茶屋のそばに掲げられている。スタジオジブリや宮崎により、これは公式に否定されているが、その独特な世界観を味わえるとして人気となった。
2008年11月末、経済部の中小企業処は「（民國）97年度革新科学技術の応用群聚計画」を実施し、九份地区に群聚のウェブサイト、無料の無線Wi-Fi（利用範囲は基山街と豎崎路の人気があるスポットの約90%を含む）、ネット商店、リアルタイム映像システム（九份風景と人潮および天気を見られる）、QRコードシステム（商店と商品の紹介）などの関連技術を導入し、古い町の九份でも現代的なデジタル技術を活用できるようになっている。

### 風を聴く〜台湾・九份物語〜
2007年秋に林雅行監督・脚本のドキュメンタリー映画『風を聴く〜台湾・九份物語〜』が公開された。
同作のナレーションを担当する一青妙と挿入歌として楽曲「大家（ダージャー）」を提供とした歌手一青窈の父、顔恵民は九份の元金鉱主であり、一青姉妹にとって九份は亡き父の故郷に当たる。「大家」は亡くなった父親への想いを歌った曲である。

### 沿革
- 1903年11月1日 - 街庄長管轄区域改正より九份庄と金瓜石庄が合併し九份庄を新設。基隆庁基隆堡第三区所属。
- 1920年10月1日 - 地方制度改正より大字九分となる。台北州基隆郡瑞芳庄（中国語版）所属。
- 1933年12月16日- 大字金瓜石に改称。

## アクセス

### 鉄道
台鉄宜蘭線 瑞芳駅 から路線バスかタクシー。☆

### 路線バス
- 台鉄宜蘭線 瑞芳駅から金瓜石行きバス（番号788、825）、福隆遊客中心行きバス（台湾好行黄金福隆線、番号856）で約20分。
- 台鉄縦貫線 基隆駅から金瓜石行きバス（番号788）で約1時間。「九份老街」バス停下車。

### タクシー
- 台北市内から約1200元（日本円で約4500円　※2017年8月現在レート）
- 台鉄宜蘭線 瑞芳駅から220元（一律の協定価格　※2023年4月現在）

### 高速バス
- 基隆客運　金瓜石行き（番号1062）

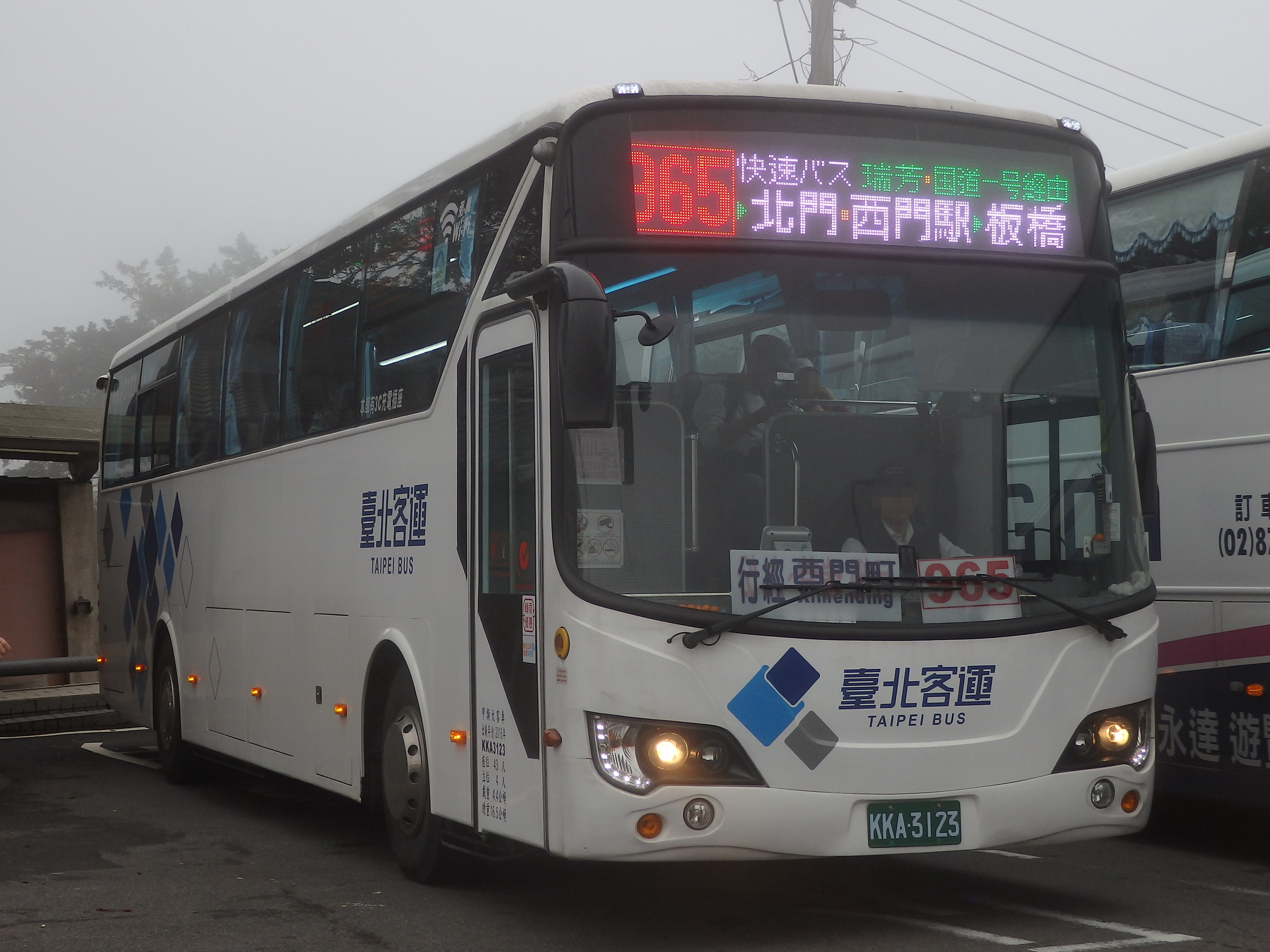
日本語表記に対応した台北客運965路のバス

  - 台北中崙 - 捷運（MRT）忠孝復興駅 - 台鉄松山駅前 - 台鉄瑞芳駅 - 九份老街 - 金瓜石
- 台北客運　金瓜石行き（台湾好行九份金瓜石線、番号965）
  - 府中路（捷運府中駅（1番出口）） - 板橋公車站（中国語版）2番乗り場（捷運・台鉄・高鉄板橋駅） - 萬華車站（台鉄萬華駅） - 捷運西門駅（2番出口、國軍文藝活動中心前） - 捷運北門駅（2番出口桃園機場捷運 台北車站） - 台鉄瑞芳駅 - 九份老街 - 金瓜石

## 施設

### 宿泊施設
九份にはホテル（中国語で飯店、旅社）がなく、宿泊施設は主に民宿である。

## 画像

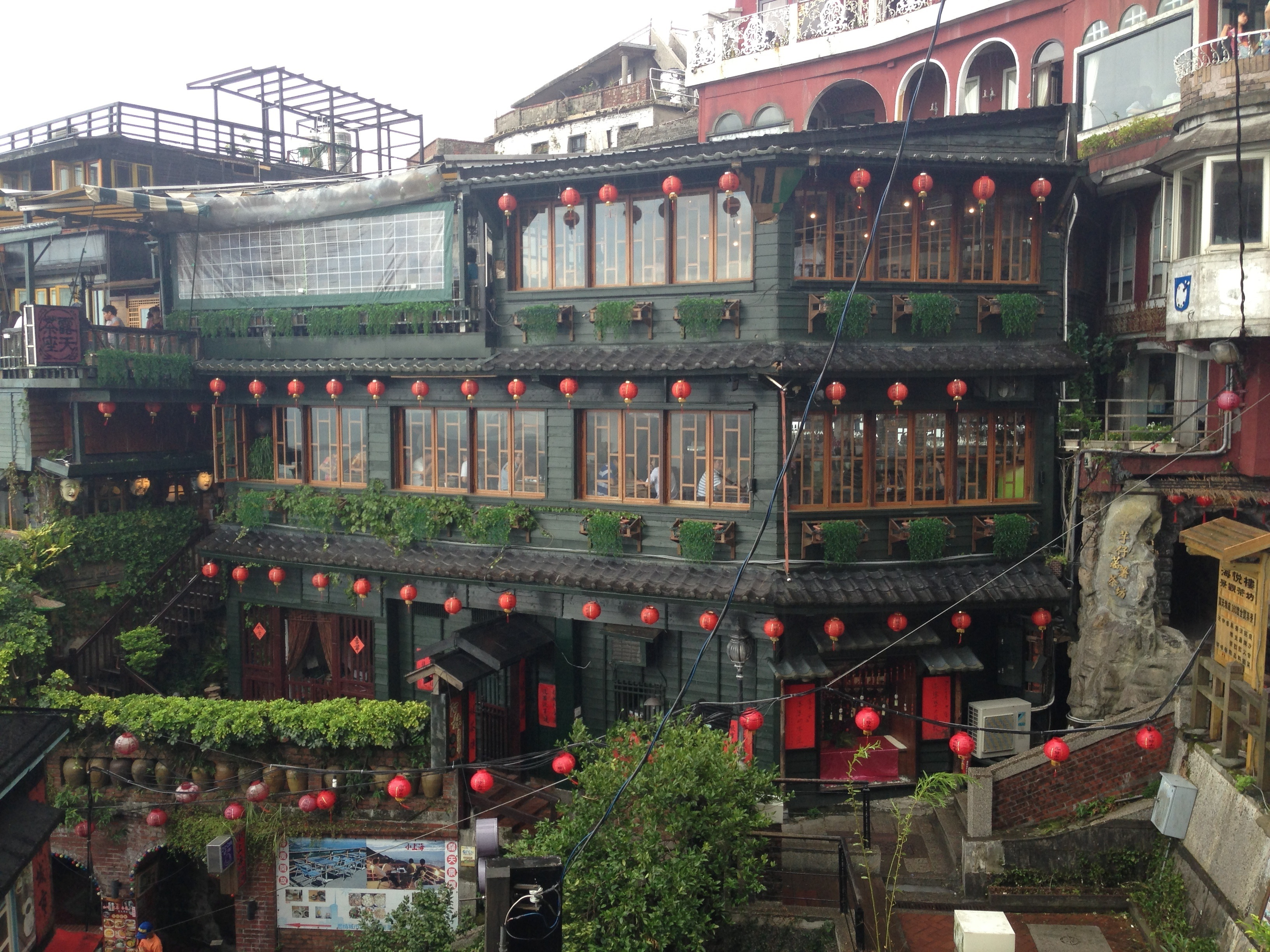
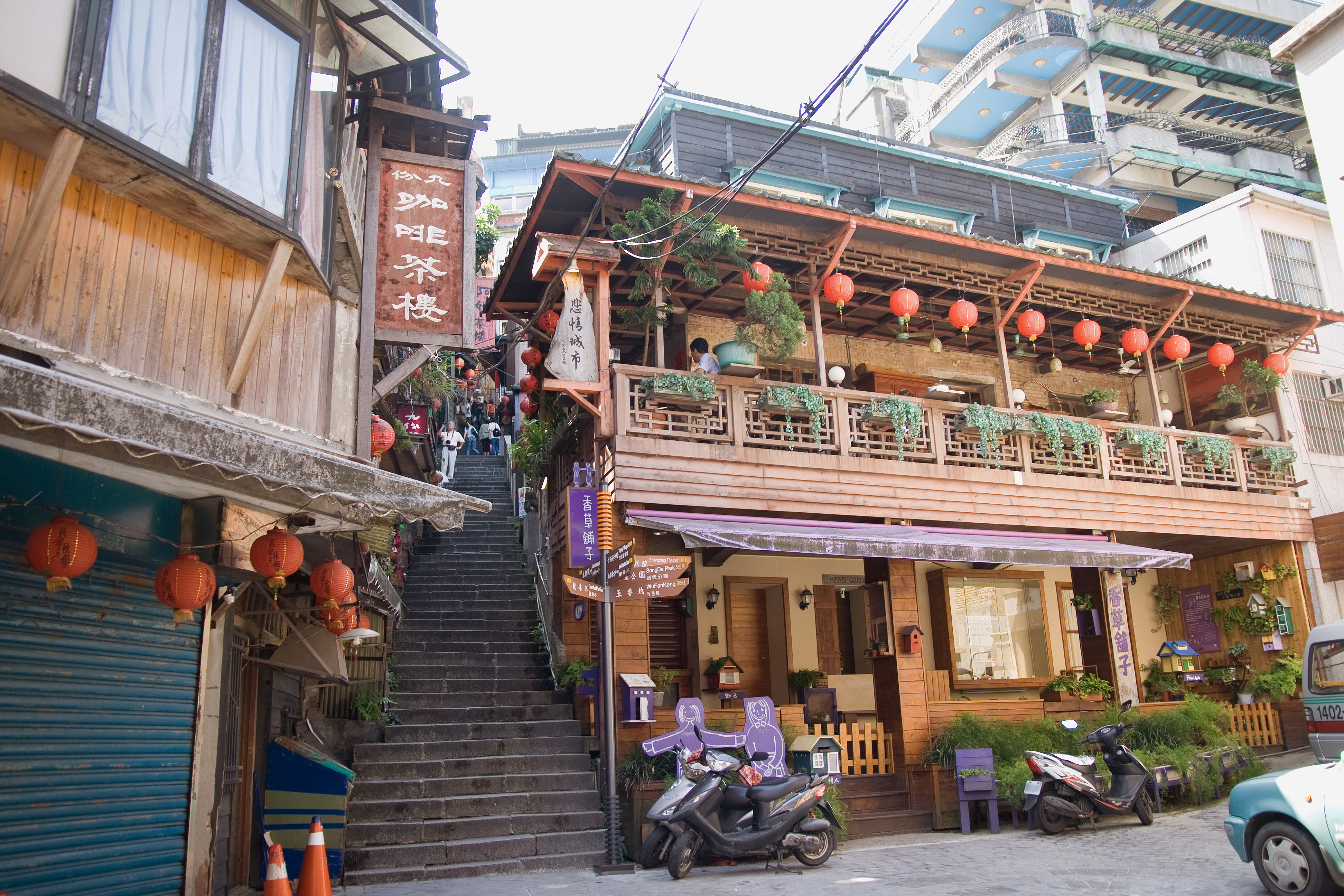
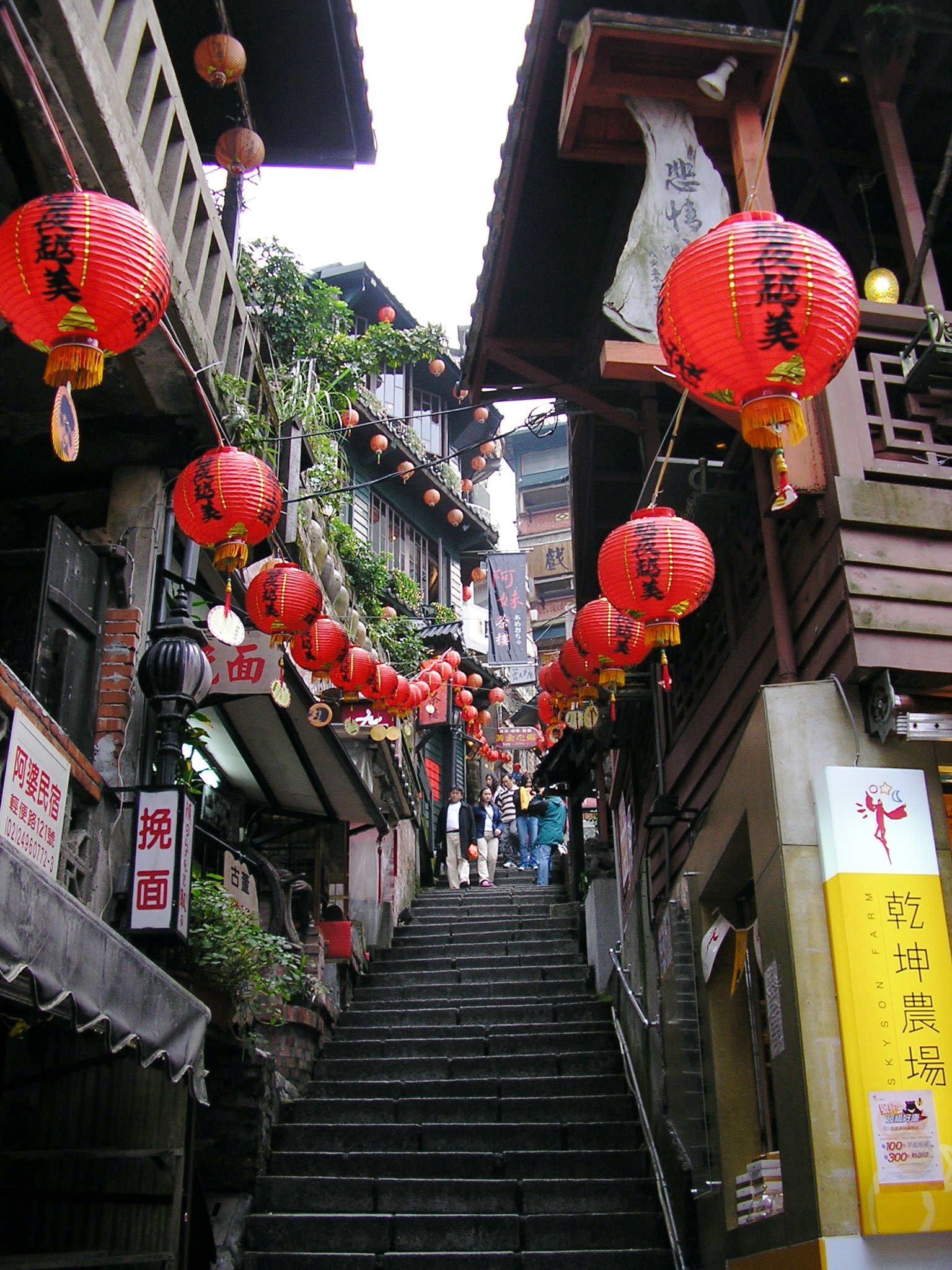
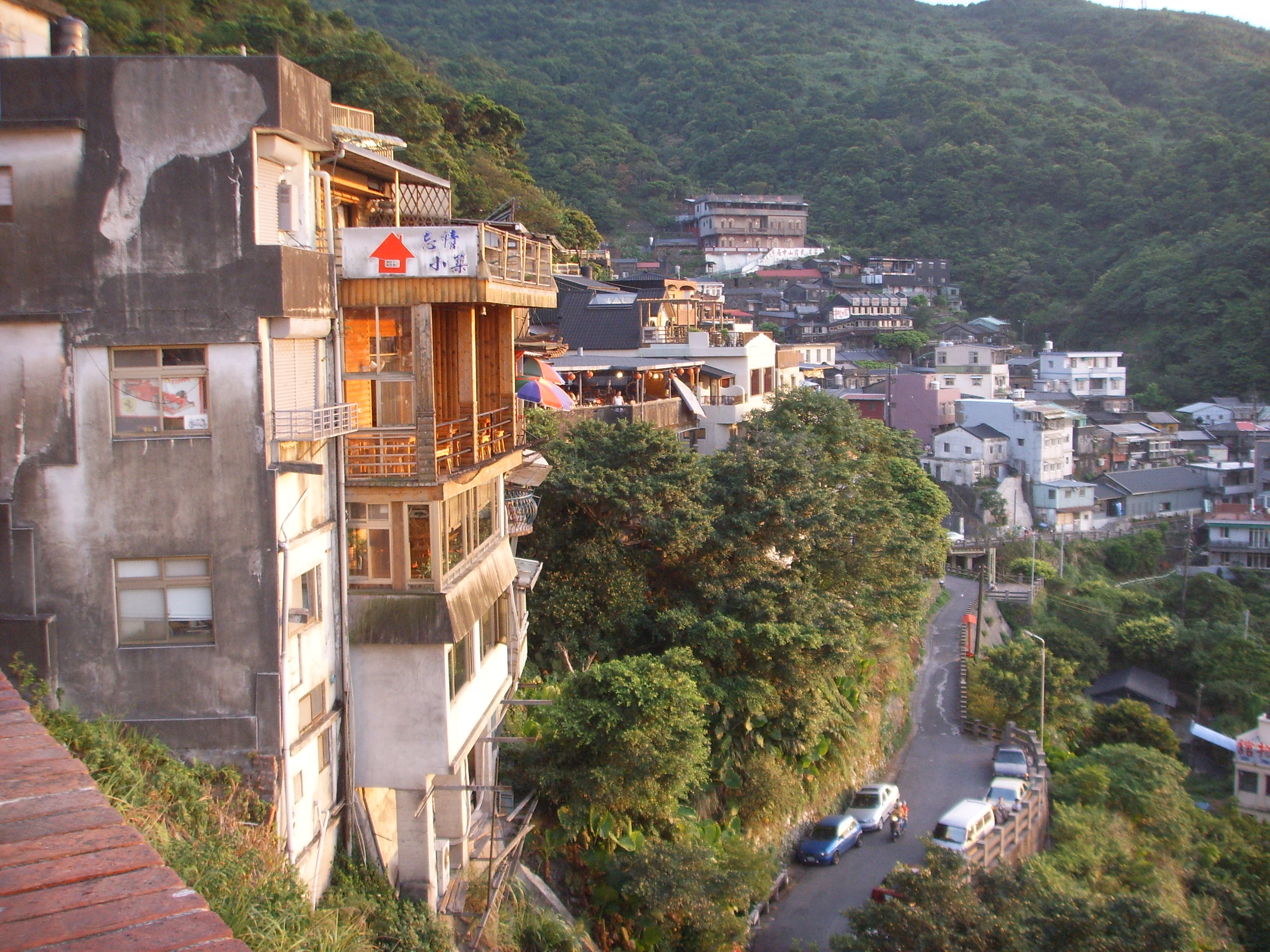
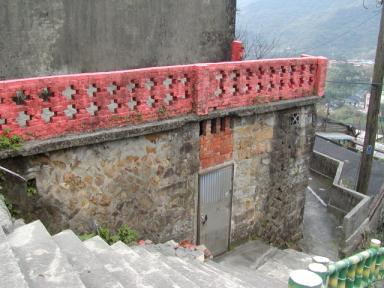
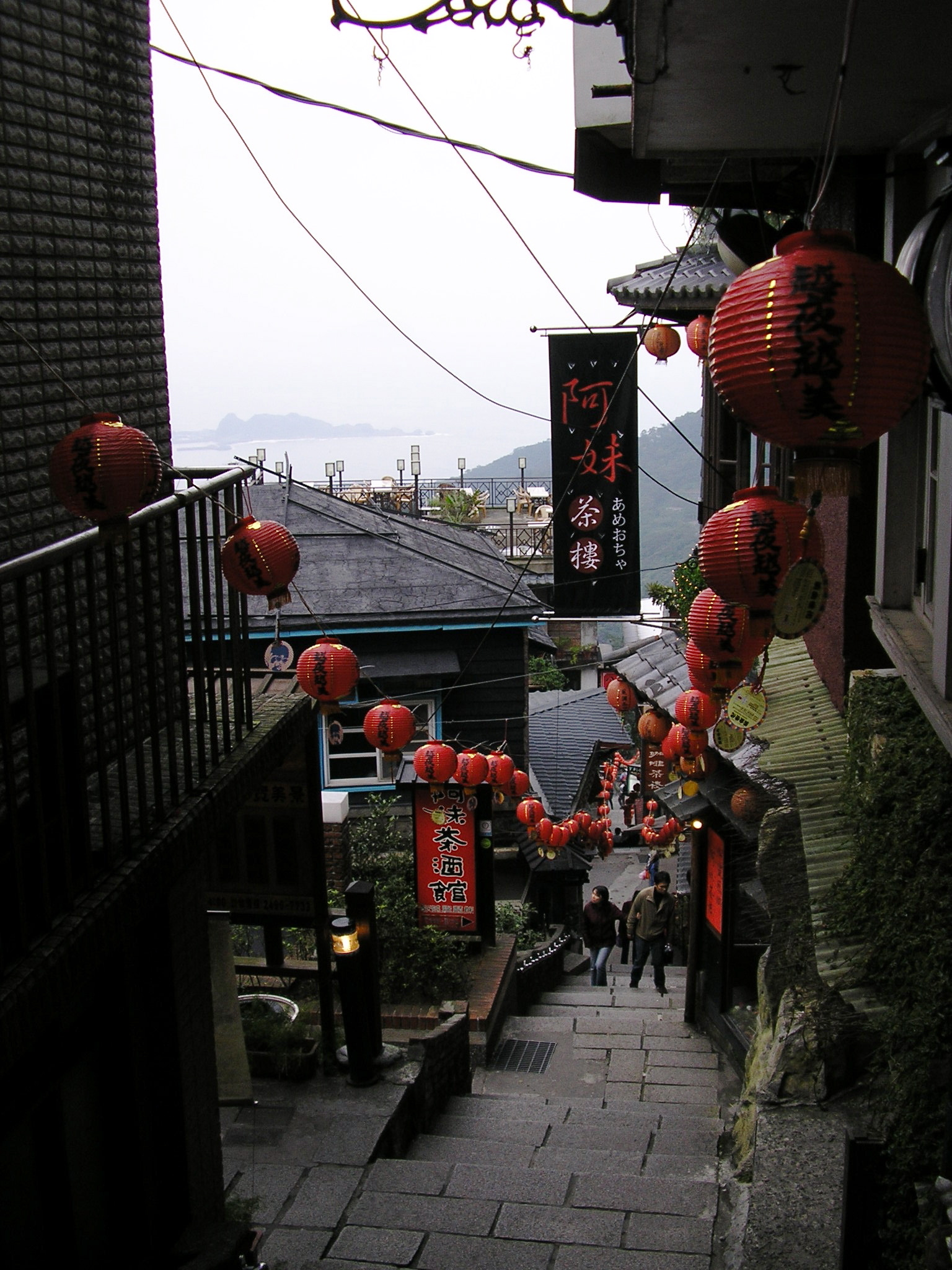
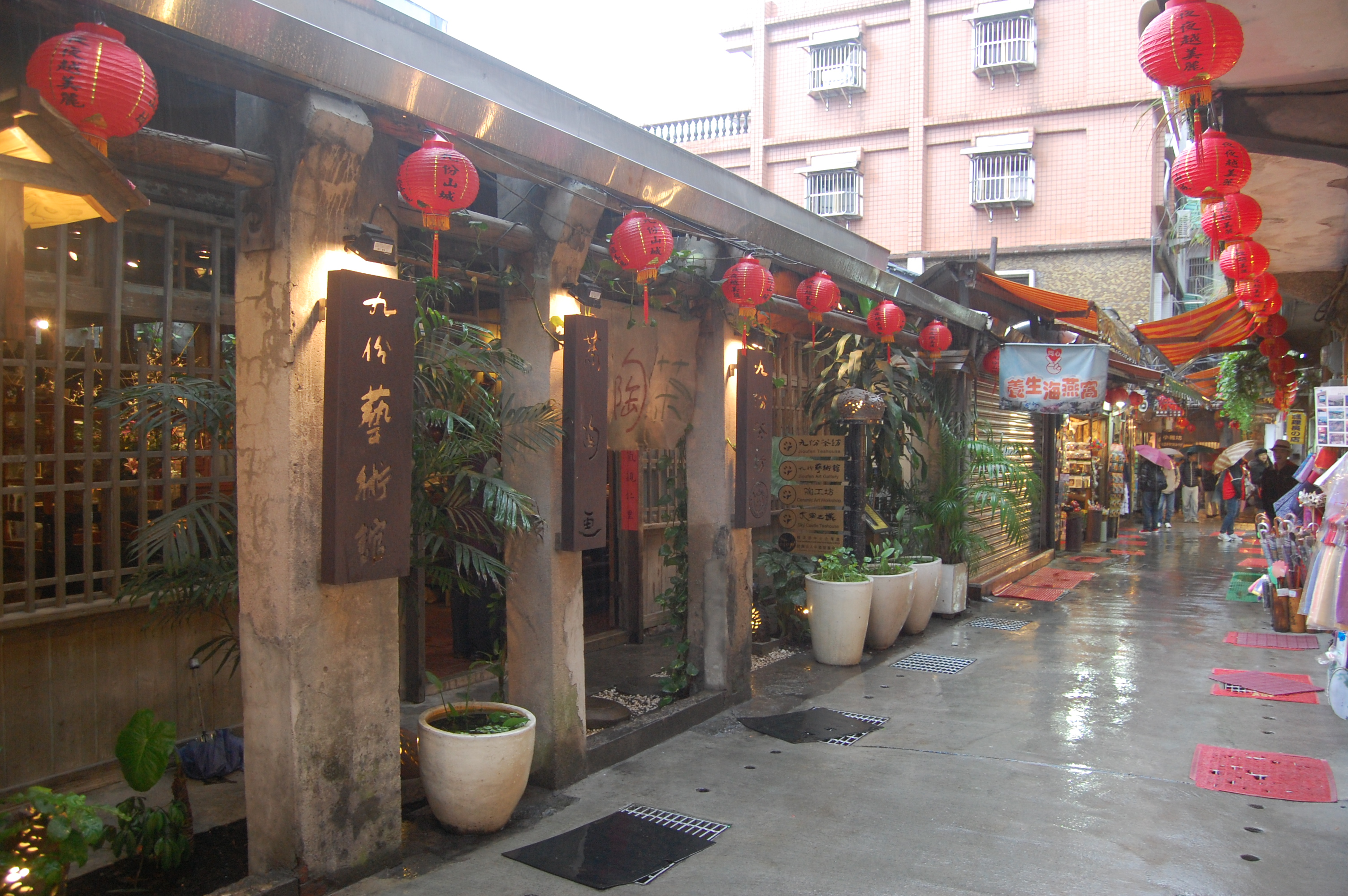
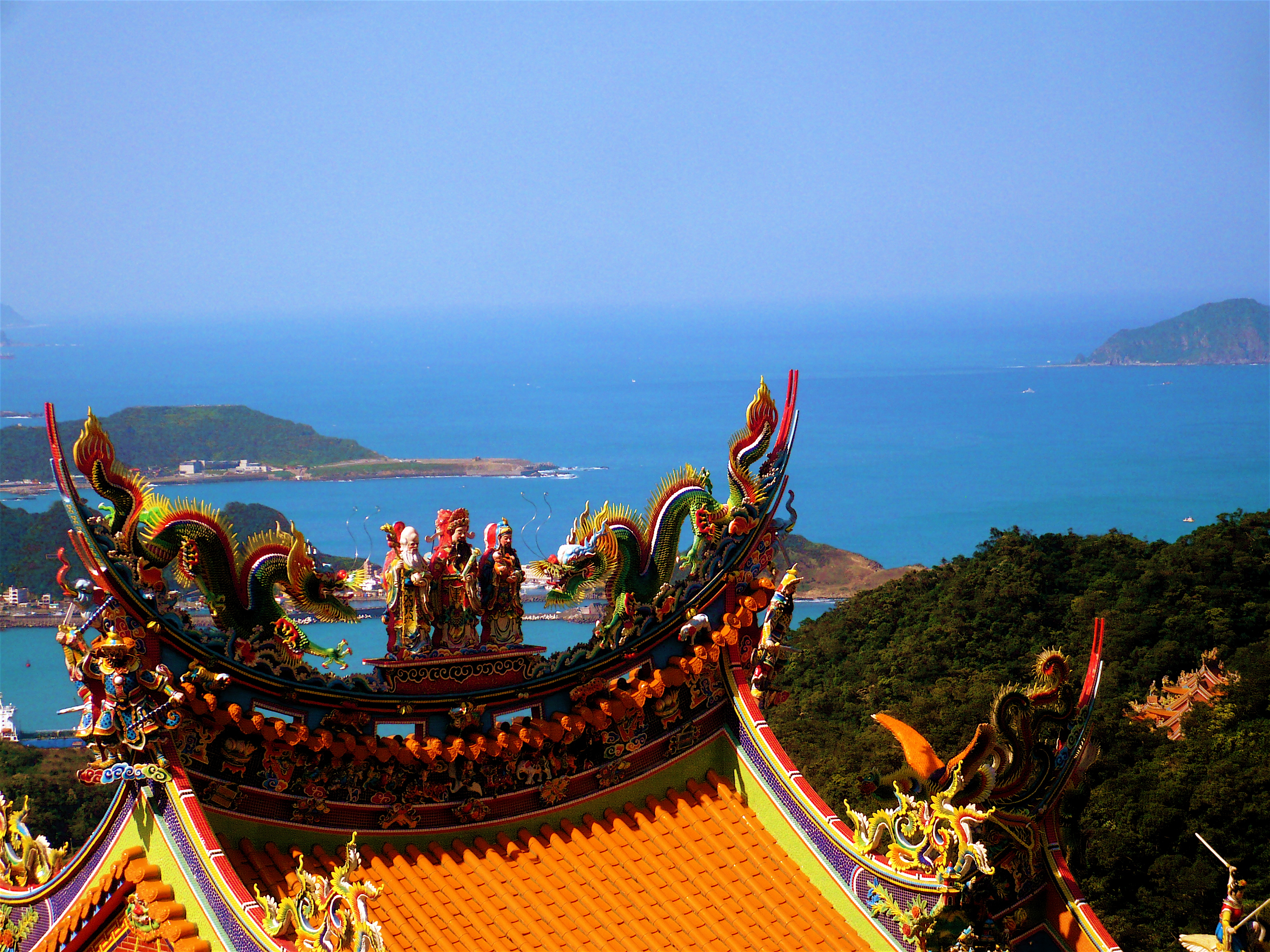

### 近隣の観光施設
- 金瓜石黄金博物園区